# 133296 Federicotosi
133296 Federicotosi este un asteroid din centura principală de asteroizi.

## Descriere
133296 Federicotosi este un asteroid din centura principală de asteroizi. A fost descoperit pe 19 septembrie 2003 la Campo Imperatore, în cadrul proiectului CINEOS. Asteroidul prezintă o orbită caracterizată de o semiaxă mare de 2,72 ua, o excentricitate de 0,15 și o înclinație de 25,0° în raport cu ecliptica.